# Layham
Layham är en by och en civil parish i Babergh i Suffolk i England. Orten har 589 invånare (2011). Byn nämndes i Domedagsboken (Domesday Book) år 1086, och kallades då Lafham/Latham/Leiham.